# Келчев-Горній
Келчев-Горній (пол. Kiełczew Górny) — село в Польщі, у гміні Коло Кольського повіту Великопольського воєводства.
Населення — 262 особи (2011).
У 1975—1998 роках село належало до Конінського воєводства.

## Демографія
Демографічна структура станом на 31 березня 2011 року:
|          | Загалом | Допрацездатний вік | Працездатний вік | Постпрацездатний вік |
| -------- | ------- | ------------------ | ---------------- | -------------------- |
| Чоловіки | 135     | 34                 | 86               | 15                   |
| Жінки    | 127     | 26                 | 73               | 28                   |
| Разом    | 262     | 60                 | 159              | 43                   |